# (1594) Danjon
Pour les articles homonymes, voir Danjon.
(1594) Danjon est un astéroïde de la ceinture principale.

## Description
(1594) Danjon est un astéroïde de la ceinture principale. Il fut découvert le 23 novembre 1949 à Alger par Louis Boyer. Il présente une orbite caractérisée par un demi-grand axe de 2,27 UA, une excentricité de 0,20 et une inclinaison de 8,9° par rapport à l'écliptique.
Il est nommé d'après l'astronome français André Danjon.

## Compléments